# إسطورة سبايرو: بداية جديدة
إسطورة سبايرو: بداية جديدة لعبة فيديو تعتبر الجزء الثامن من سلسلة سبايرو و الجزء الأول من إسطورة سبايرو الثلاثية والتي تختلف عن سلسلة سبايرو الأصلية في القصة، أصدرت في 10 أكتوبر2006 على جهاز الأكس بوكسو على جهاز بلايستايشن 2 و الجيم بوي أدفانس.

## روابط خارجية
- إسطورة سبايرو: بداية جديدة على موقع IMDb (الإنجليزية)